# 成田はなのき台
成田はなのき台（なりたはなのきだい）とは、千葉県成田市に位置するニュータウンである。

## 概要
JR成田駅西口から約2.5km西に位置する。地区北側および東側は成田ニュータウンとなっている。事業主体は、成田市公津西土地区画整理組合。事業面積は、約37.6ha、計画人口は3,800人、住宅約1,000戸。本地区は｢成田空港周辺地域振興計画｣において、居住機能を担う住居系都市開発事業として位置づけられている。
- 事業名称：成田都市計画事業公津西特定土地区画整理事業
- 施行者：成田市公津西土地区画整理組合
- 組合設立認可：2001年（平成13年）7月10日
- 施行地区：成田市吾妻1丁目・橋賀台2丁目・台方の各一部
- 施行面積：375,589,15m2
- 用途地域：第一種低層住居専用地域・第一種住居地域

## 沿革
- 2001年（平成13年）7月 土地区画整理組合設立認可
- 2001年（平成13年）12月 工事の開始
- 2004年（平成16年）8月 仮換地指定
- 2006年（平成18年）5月14日 街開き（1工区・使用収益開始）公募により「成田はなのき台」に決まる。
- 2006年（平成18年）8月 UNICUS成田ショッピングセンター（ヤオコーが核店舗）がオープン
- 2013年（平成25年）3月 換地処分公告

## 都市形態
地区内の道路は、通過交通を排除した形になっている。周辺が成田ニュータウンに囲まれる形となっている。成田ニュータウンに接続する道路はJR成田駅西口から真っ直ぐ延びる都市計画道路3.4.30号線（西口大通り）となっており、住宅街の中の通り抜けや、自動車の速度を抑制をするためにT字路が多く採用されている。幹線道路や、緑地などに植栽されている木々はブロックごとに季節のテーマが決められており、街の名称から「ハナノキ」（カエデ科）がシンボルツリーとなっている。はなのき台のメインストリート（都市計画道路3.4.30号線）は電柱を地中化し西側は国道464号まで延伸されている。地区は成田ニュータウン内の吾妻小学校・中学校の学区であるが、隣接しているため距離はさほど離れていない。成田ニュータウンと隣接し、地域的な結びつきは強い。

## 交通

### 鉄道
- 東日本旅客鉄道 成田線 - 成田駅（西口）より約2.5km
- 京成電鉄 成田空港線（成田スカイアクセス線） - 成田湯川駅

### バス
- 千葉交通

JR成田駅西口
- 加良部・橋賀台 経由 はなのき台行 約12分

## 都市計画公園
はなのき台に5箇所の公園が設置されている。
- 武蔵街区公園
- てんのまえ街区公園
- しもだいら街区公園
- 江川台街区公園
- 鶴巻街区公園

### 近隣のニュータウン
- 成田ニュータウン
- 公津の杜
- 日吉台ニュータウン（富里市）

## その他
はなのき台の造成により台方下平I遺跡、台方下平II遺跡が発掘され、古墳時代、奈良・平安時代の大規模集落跡が確認された。5世紀後半から、台地の南側から集落が作られ始め、6世紀から7世紀にかけて台地全体に展開され、9世紀前半に消滅したものとみられている。
毎年10月にはNARITA花火大会in印旛沼が行われるため、当該ニュータウンは観覧客で賑わう。